# Lactarius adhaerens
Lactarius adhaerens é um fungo que pertence ao gênero de cogumelos Lactarius na ordem Russulales. Pode ser encontrado em Madagáscar, comumente crescendo em madeira. Foi descrito cientificamente pelo botânico francês Roger Heim em 1938.